# Qisi
Qisi (kinesiska: 期思, 期思镇) är en köping i Kina. Den ligger i provinsen Henan, i den centrala delen av landet, omkring 320 kilometer sydost om provinshuvudstaden Zhengzhou. Antalet invånare är 24 242. Befolkningen består av 12 214 kvinnor och 12 028 män. Barn under 15 år utgör 28,0 %, vuxna 15-64 år 62 %, och äldre över 65 år 9,0 %.
Genomsnittlig årsnederbörd är 1 204 millimeter. Den regnigaste månaden är augusti, med i genomsnitt 201 mm nederbörd, och den torraste är januari, med 26 mm nederbörd.